# Frederic III d'Àustria
Frederic III d'Àustria (1347 - 1362), fou un arxiduc d'Àustria, duc d'Estíria, Caríntia i Carniola de la casa d'Habsburg.
Frederic III va néixer a Viena, sent el segon fill del duc Albert II d'Àustria i de Joana de Pfirt. Encara que el seu pare havia determinat que el fill més gran havia de ser l'únic successor, a la mort del pare el 1358 va pujar al tron el gran Rodolf IV però va decidir associar el seu germà Frederic III, cosa que no fou efectiva, ja que va morir el 1362 amb només quinze anys, solter i sense fills. Així Rodolf IV va restar sol fins a la seva mort (1365).